# Archieparquía de Apamea en Siria de los greco-melquitas
La archieparquía titular de Apamea en Siria de los greco-melquitas (en latín: Archieparchia Apamena in Syria Graecorum Melkitarum) es una archieparquía titular metropolitana de la Iglesia católica conferida a miembros de la Iglesia greco-melquita católica. Corresponde a una antigua arquidiócesis del patriarcado de Antioquía que existió hasta circa 711 y cuya sede estaba en la ciudad de Apamea (hoy en ruinas) en Siria. 

## Historia
Apamea de Siria, cuyos restos son visibles hoy en la aldea de Qalaat al-Madiq a 55 km al noroeste de Hama, fue una sede metropolitana y desde circa 415 fue capital de la provincia romana de Siria Segunda o Saludable en la diócesis civil del Oriente y en el patriarcado de Antioquía. 
Según la única Notitia Episcopatuum del patriarcado de Antioquía que se conoce, la Notitia Antiochena que data de la segunda mitad del siglo VI y fue elaborada por el patriarca Anastasio de Antioquía (quien gobernó el patriarcado dos veces entre 559 y 570 y entre 593 y 598), Apamea tenía siete diócesis sufragáneas: Epifanía (hoy Hama), Seleucobelo (hoy Al-Suqaylabiyah), Larisa (hoy Shaizar), Balanea (hoy Baniyas), Mariamme (hoy Crac de los Caballeros), Rafanea (hoy Rafniyé) y Aretusa (hoy Rastán).
Es posible que Apamea en Siria tuviera un obispo en tiempos apostólicos. Entre los obispos más recordados está san Marcelo de Apamea, que vivió en el siglo IV, asesinado mientras supervisaba la destrucción de un templo pagano de acuerdo con un edicto del emperador Teodosio. El obispo Pedro de Apamea, discípulo del patriarca Severo de Antioquía, fue depuesto en 518 por ser monofisita.
La conquista árabe de la región en 638 hizo huir a todos los funcionarios del Imperio bizantino, incluidos los obispos. Sin embargo, la comunidad cristiana no desapareció y se conoce al obispo Jorge que en 711 pasó a regir la sede de Martiropoli. Luego las fuentes documentan la presencia de al menos nueve obispos jacobitas entre los siglos VIII y XIII.
Durante el tiempo de las Cruzadas, se hizo un intento de reconstituir la provincia eclesiástica del rito latino de Apamea, dentro del patriarcado de Antioquía de los latinos. La antigua Apamea fue denominada Afamiyya por los árabes y luego tomó el nombre de la ciudadela o fortaleza de Qalaat al-Madiq.

### Sede titular
Una sede titular católica es una diócesis que ha cesado de tener un territorio definido bajo el gobierno de un obispo y que hoy existe únicamente en su título. Continúa siendo asignada a un obispo, quien no es un obispo diocesano ordinario, pues no tiene ninguna jurisdicción sobre el territorio de la diócesis, sino que es un oficial de la Santa Sede, un obispo auxiliar, o la cabeza de una jurisdicción que es equivalente a una diócesis bajo el derecho canónico.
La archieparquía titular de Apamea en Siria de los greco-melquitas fue conferida por primera vez por la Santa Sede el 19 de agosto de 1980 al obispo de curia Jean Mansour.
Existen además la archieparquía titular de Apamea en Siria de los sirios, la eparquía titular de Apamea en Siria de los maronitas y la arquidiócesis titular latina.

## Cronología de los obispos

### Obispos de la sede residencial
- Aristarco †
- Jeremías †
- Teófilo † ?
- Alfeo † (antes de 325 -después de 341)
- Uranio † (mencionado en 363)
- Juan † (mencionado en 381)
- San Marcelo de Apamea † (?-circa 390 falleció)
- Agapito †
- Policronio († circa 430)[7]
- Alejandro † (antes de 431-después de 434)
- Domno † (mencionado en 451)
- Conone † (circa 475)
- Marino †
- Pedro de Apamea † (?-518 depuesto por monofisita)
- Isaac † (por sucesión)
- Pablo † (por sucesión)
- Tomás † (mencionado en 553)
- Tomarico † (?-circa 648 falleció)
- Jorge † (?-circa 711 nombrado arzobispo de Martirópolis)

### Obispos de la sede titular
- Jean Mansour, S.M.S.P. † (19 de agosto de 1980-17 de noviembre de 2006 falleció)[8]